# 法蘭西斯·戴維斯·米萊特
法兰西斯·戴维斯·米莱特（英語：Francis Davis Millet，1848年11月3日—1912年4月15日）是一位美国学术古典画家，雕塑家和作家，于1912年4月15日泰坦尼克号沉没事故中丧生。

## 早期经历
法兰西斯·戴维斯·米莱特出生于美国马萨诸塞州马特波伊西特。大多数资料都认为他出生于1846年11月3日，但在其军事服役期间所带的日记上却记载着1864年11月3日为他的16岁生日，也就是说他生于1848年。在15岁时，恰逢美国南北战争，米莱特加入马萨诸塞军团，起初只是充任鼓手，后成为他父亲的外科医师助理。
他多次指出这段经历使其在早期作品中颇为钟爱鲜艳的血红色。米莱特后获得哈佛大学文学硕士学位。此后他还曾担任过一些报刊的记者与编辑。

## 职业生涯

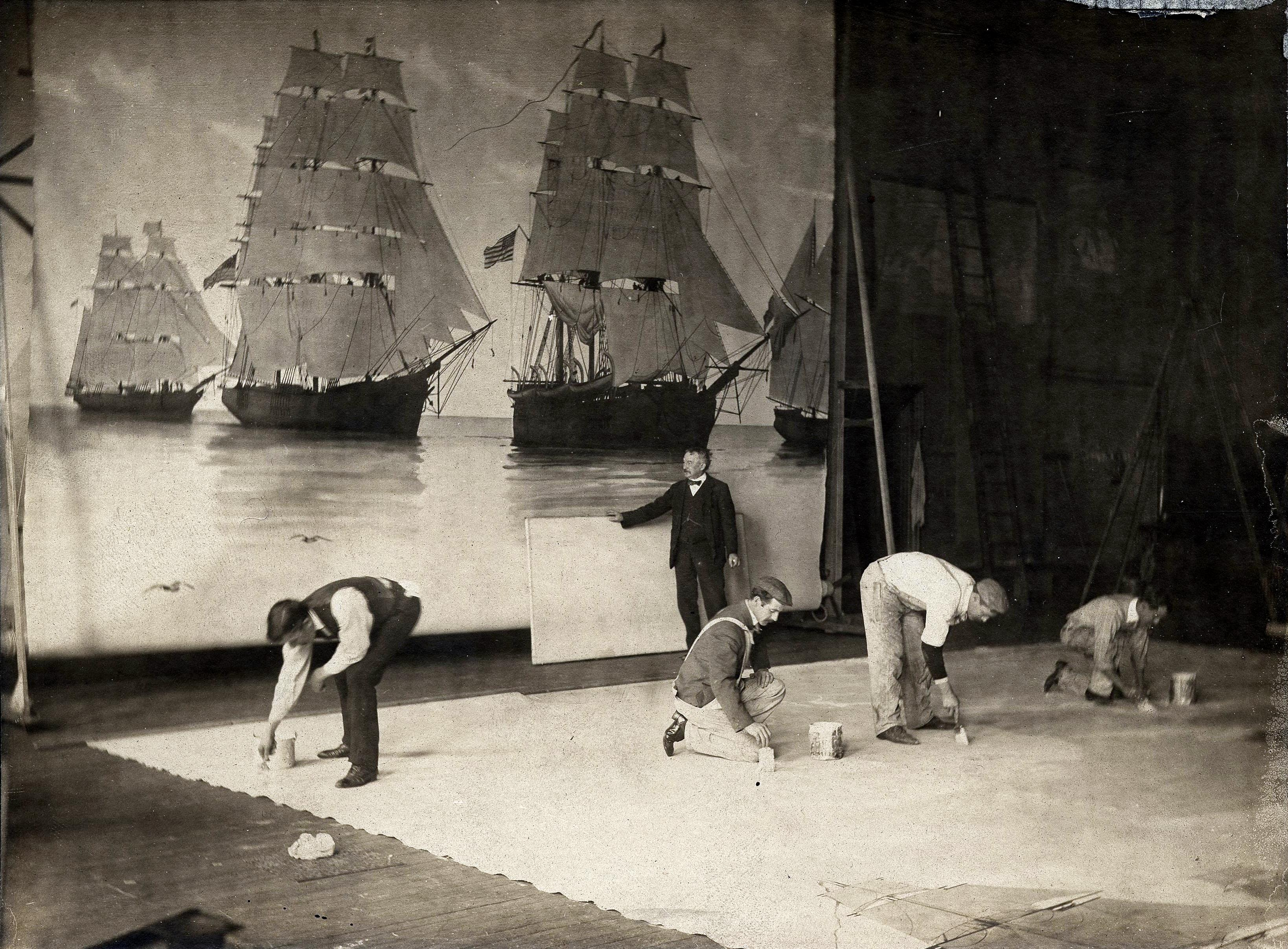
米莱特于工作室工作，1900年左右

1876年，米莱特回到波士顿，与约翰·拉法基一同在波士顿的三一教堂绘制壁画。后又进入比利时安特卫普的皇家美术学院进修，并成为首位第一年学习便获得银奖的学生，次年，又获得金奖。在1877年-1878年的俄土战争中，他为多家报社的战地记者。
米莱特于1880年成为美国艺术家协会成员，1885年被选入纽约的美国国家设计学院，任美术委员会副主席。1893年，米莱特成为芝加哥哥伦布纪念博览会装饰总监，后者宣称米莱特发明了第一种压缩空气喷漆，用以粉刷建筑，但这可能是伪造的，因为当时期刊注意到自1880年代早期起该种喷漆便已开始应用。他还在世界各地，包括维也纳、芝加哥、巴黎、东京等地参加展览会工作。
米莱特为波士頓美術館學校建立者之一，且在美国艺术联合会的早期阶段颇具影响力。他帮助安特卫普时期的老熟人Emil Otto Grundmann谋得该校校长职位。米莱特还为罗马美国学院一员，并在1904到1911年间任秘书。他亦是美国美术委员会的始创者之一，并于1910至1912年担任副主席。1912年，他在搭乘泰坦尼克号前往纽约市准备处理学院事务途中不幸罹难。
米莱特除艺术家之外，还是一名作者与记者。他翻译了列夫·托爾斯泰的文章，还曾自行写过一些文章与小故事。他还是美国艺术暨文学学会会员以及美國建築師學會荣誉会员。
米莱特还是一位雕塑家与设计师，曾应美国陆军及美國戰爭部的请求设计了1907年内战运动勋章和1908年西班牙运动勋章。他还接手了马里兰州巴爾的摩海关大厦寻呼室的天花板。

## 个人生活

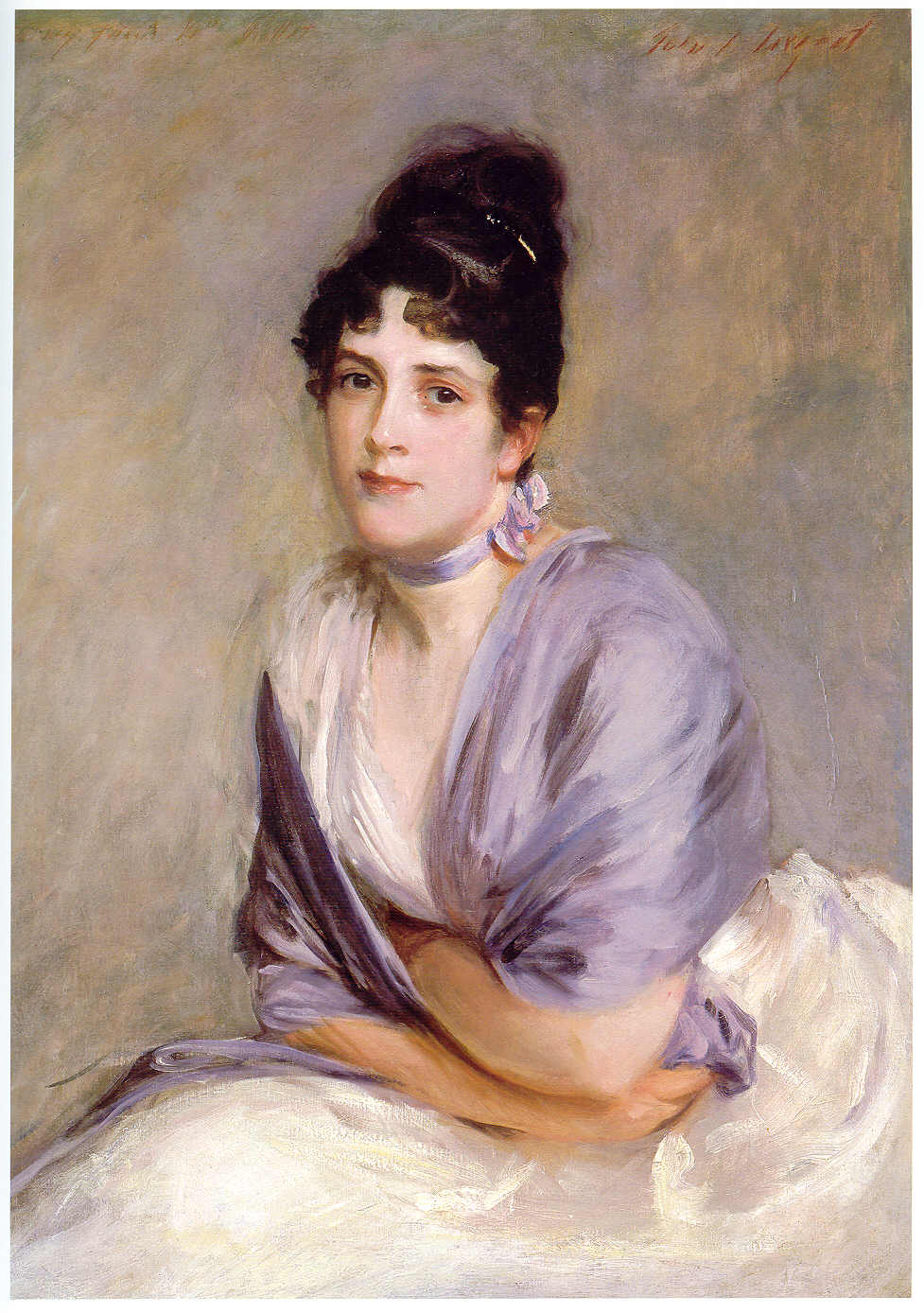
米莱特之妻弗兰克·米莱特女士（即“莉莉”），约翰·辛格·萨金特绘于1885至1886年间

1870年代早期，米莱特在罗马拥有一间工作室，1870年代中期工作室则在威尼斯，此期间他与知名美国旅行记者查爾斯·華倫·斯托達德居住在一起，有证据显示，后者对男性拥有着强烈的性趣。历史学家喬納森·內德·卡茨认为米莱特致斯托达德的信件表明，两人感情浪漫而亲密，一起过着波西米亚风格的生活。
米莱特是奥古斯塔斯·圣·高登斯及马克·吐温的密友，两人在1879年都参加了米莱特与莉莉的婚礼。米莱特夫妇育有三个子女，分别为凯特、劳伦斯、约翰。
米莱特还结识了知名美国画家约翰·辛格·萨金特，后者经常以米莱特的女儿凯特为模特画像。此外，米莱特还与赫胥黎家族关系密切。

## 逝世
1912年4月10日，米莱特于法国瑟堡登上泰坦尼克号，动身前往纽约。最后看到他时他正在协助妇孺进入救生艇。其遗体后被电缆船麥凱-貝內特號发现，并带到马萨诸塞州东布里奇沃特下葬。

## 纪念喷泉

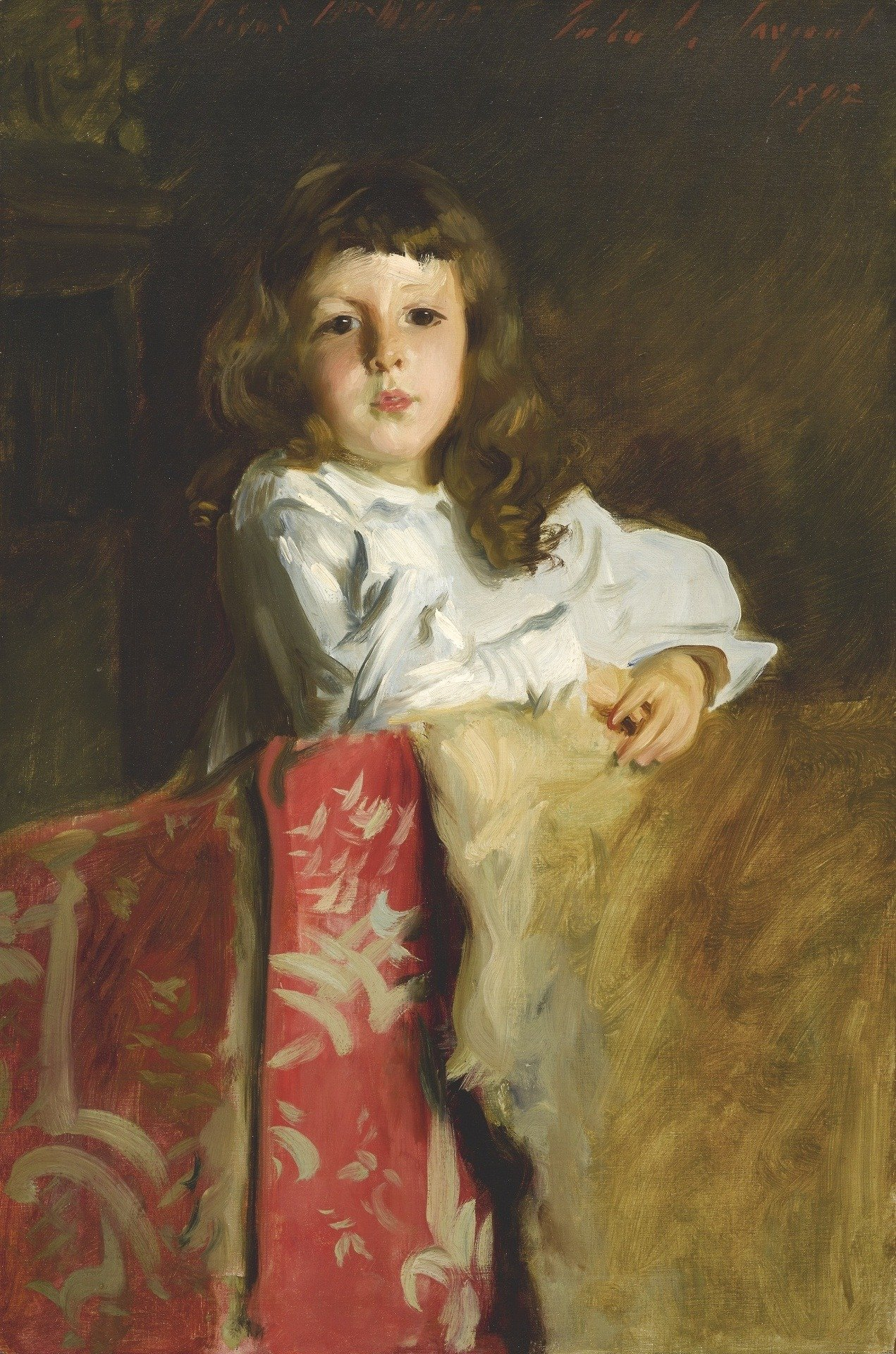
米莱特的幼子约翰，绘制于1892年

1913年，于华盛顿哥伦比亚特区建造伯特-米莱特纪念喷泉以纪念米莱特及其密友兼室友阿奇博·伯特。
哈佛大学的懷德納圖書館中亦有一座青铜半身像用以纪念他。
2015年，其壁画于俄亥俄州克利夫兰展出。

## 延伸阅读
- Brown, Glenn (编). . Washington: Gibson Bros. 1912: 62  [2009-07-13]. （原始内容存档于2014-01-02）.
- Mechlin, Leila. . The World's Work: A History of Our Time（英语：World's Work）. December 1909, XIX: 12378–86  [2009-07-10]. （原始内容存档于2014-01-02）.